# Savfisk
Savfisk er en familie af rokker som er karakteriseret af en forlænget snude besat med talrige tænder. Flere arter af savfisk kan blive op til 7,5 meter. Familien er kun studeret meget lidt, hvorfor kendskabet til adfærd og reproduktion er meget begrænset. Alle arter af savfisk er truet af udryddelse.
Savfisk bør ikke forveksles med savhajer (Pristiophoridae) som har en lignende kropsbygning.

## Beskrivelse og adfærd
Savfiskens kropsbygning er meget hajagtig med to store rygfinner og en kraftig asymmetrisk halefinne. Kroppen og hovedet er fladtrykt. Øjnene er dårligt udviklede, måske fordi den fortrinsvis lever i mudrede områder. Bag øjnende har savfisken to åndehuller, hvor vandet til gællerne trækkes igennem. Undersiden af fisken er flad og her findes næseborene, munden og gællespalterne. Der er 5 gællespalter i hver side. Munden er foret med små kuppelformede tænder som er velegnede til at spise mindre fisk og krebsdyr.
Den forlængede snude benævnes ofte rostrum eller sværd. Den er fladtrykt og indeholder sanseceller, som savfisken kan benytte til at spore byttedyr, som gemmer sig i bundlaget. Sværdet kan bruges til at grave i bunden efter krebsdyr eller andet bytte. Med kraftige sideværts sving kan sværdet også bruges til såre eller dræbe byttedyr som svømmer forbi og endelig kan savfisken bruge sværdet til at forsvare sig mod fjender. Tænderne på sværdet er ikke tænder i egentlig forstand men omdannede hudtænder. De vokser hele tiden og erstattes med nye tænder, hvis de falder af.
Ligesom andre bruskfisk, mangler savfisk svømmeblære og anvender i stedet deres store, oliefyldte lever til at styre opdriften.
Savfisk er normalt lys grå eller brune med undtagelse af Pristis pectinata som er olivengrøn.
Savfisk er et bundlevende natdyr og tilbringer det meste af dagen liggende på havbunden. 
På trods af deres frygtindgydende udseende, angriber de ikke mennesker medmindre de bliver provokeret eller overrasket.

## Reproduktion
Der kendes kun lidt til reproduktionen hos savfisk. Det formodes at savfisk parrer en gang hvert andet år, med en gennemsnitlig kuld på omkring otte. De kønsmodnes meget langsomt, og det skønnes, at de større arter ikke bliver kønsmodne, før de er 3,5 til 4 meter lange og 10 til 12 år gamle. Deres reproduktionsrate er lavere end de fleste andre fisk, og det betyder at bestandene er særlig langsomme til at komme sig efter overfiskning. Savfisk er ovovivipar dvs. æggene befrugtes og udvikles inde i moderen. Æggenes klækkes inden ungerne fødes. Indtil ungerne fødes er deres semi-hærdede sværd dækket med en membran. Dette forhindrer ungen i at skade sin mor under fødslen. Membranen nedbrydes sidenhen og falder af.

## Udbredelse og habitat
Savfisk findes i Atlanterhavet, det Indiske Ocean og dele af Stillehavet i tropiske og subtropiske kystregioner. De findes ofte i mudrede bugter og floddeltaer. Alle arter kan tåle ferskvand og kan migrere op i floder.

## Arter
Slægten Anoxypristis
- Anoxypristis cuspidata

Slægten Pristis
- Pristis clavata
- Pristis microdon (Ferskvandssavfisk)
- Pristis pectinata (Småtandet savfisk)
- Pristis perotteti
- Pristis pristis
- Pristis zijsron

## Fredning og bevarelse
Alle arter af savfisk betragtes kritisk truet. De fanges som bifangst i fiskenet eller jages for deres sværd (som er værdsat af samlere), deres finner (som regnes for en delikatesse), eller olie fra deres lever (til brug i folkemedicin).
Mens finner fra mange hajarter udnyttes i handelen, er visse arter blevet identificeret til at levere de mest velsmagende og saftige finner. De haj-lignende rokker (såsom savfisk og guitarfisk) anses for at leverer den højeste kvalitet af finner. Finnerne fra de stærkt truede savfisk er meget efterspurgte på de asiatiske markeder og er nogle af de mest værdifulde "hajfinner". Savfisk er nu beskyttet under det højeste beskyttelsesniveau i konventionen om international handel med udryddelsestruede dyrearter (CITES), tillæg I, men i betragtning af det store omfang af hajfinne handlen, og at afskårne hajfinner er vanskelige at identificere, er det usandsynligt, at CITES beskyttelsen vil forhindre at finner fra savfisk inddrages i handelen.
Det er ulovligt at fange savfisk i USA og i Australien. Det er også forbudt at sælge sværdet af småtandet savfisk i USA under Endangered Species Act (ESA). Alligevel er de fleste sværd på det amerikanske marked fra småtandet savfisk, fordi salg af sværdet fra andre savfisk stadig er lovlig og lægfolk har svært ved at skelne mellem arterne.